# Комлев, Александр Викторович
Алекса́ндр Ви́кторович Ко́млев (бел. Аляксандр Віктаравіч Комлеў; род. 26 июня 1994, Осиповичи, Могилёвская область) — белорусский футболист, игравший в роли нападающего.

## Клубная карьера
Воспитанник осиповичского футбола, в молодом возрасте попал в систему минского «Динамо». Сначала играл за дубль, потом за фарм-клуб «Динамо-2» во второй лиге. Вторую половину сезона 2012 провёл в «Берёзе-2010».
В 2013 году перешёл в клуб «Звезда-БГУ». Сначала преимущественно выходил на замену, а после ухода летом 2014 года основного бомбардира команды Алексея Ходневича в могилёвский «Днепр» заменил его на острие атаки, забив 9 голов в сезоне 2014.
В декабре 2014 года подписал контракт с «Минском». Проходил предсезонную подготовку с основной командой «Минска», но не сумел выдержать конкуренции за место в составе. В марте 2015 года был на просмотре в «Белшине», однако в итоге в апреле был арендован «Витебском». 11 апреля дебютировал в высшей лиге, выйдя на замену на 75-й минуте матча с микашевичским «Гранитом» (1:1). В стартовом составе витебского клуба ни разу и не появился, 8 раз выходил на замену и провёл на поле всего 97 минут. В июле 2015 года вернулся из аренды в «Минск».
24 июля было объявлено о возвращении Комлева в первую лигу: до конца сезона нападающий был арендован «Лидой». В составе «Лиды» закрепился в качестве основного нападающего. По окончании сезона вернулся в столичный клуб.
В январе 2016 года начал готовиться к новому сезону вместе с «Минском», но позже присоединился к брестскому «Динамо», с которым в марте подписал контракт. В июле 2016 года перешёл в «Смолевичи-СТИ», однако по окончании сезона 2016 покинул команду.
Сезон 2017 пропустил из-за травмы. В начале 2018 года присоединился к «Осиповичам». В декабре 2021 года игрок был вынужден повесить бутсы на гвоздь по состоянию здоровья.

### Статистика
| Сезон    | Дивизион | Клуб           | Матчи | Голы |
| -------- | -------- | -------------- | ----- | ---- |
| 2011 (1) | дубль    | Динамо (Минск) | 10    | 2    |
| 2011 (2) | Д3       | Динамо-2       | 11    | 2    |
| 2012 (1) | Д3       | Динамо-2       | 18    | 3    |
| 2012 (2) | Д2       | Берёза-2010    | 11    | 0    |
| 2013     | Д3       | Звезда-БГУ     | 14    | 4    |
| 2014     | Д2       | Звезда-БГУ     | 22    | 9    |
| 2015 (1) | Д1       | Витебск        | 8     | 0    |
| 2015 (2) | Д2       | Лида           | 15    | 6    |
| 2016 (1) | Д1       | Динамо-Брест   | 12    | 0    |
| 2016 (2) | Д2       | Смолевичи-СТИ  | 11    | 1    |
| 2018     | Д3       | Осиповичи      | 15    | 4    |
| 2019     | Д3       | Осиповичи      | 22    | 7    |
| 2020     | Д3       | Осиповичи      | 18    | 11   |
| 2021     | Д3       | Осиповичи      | 5     | 1    |